# 恵比須田遺跡

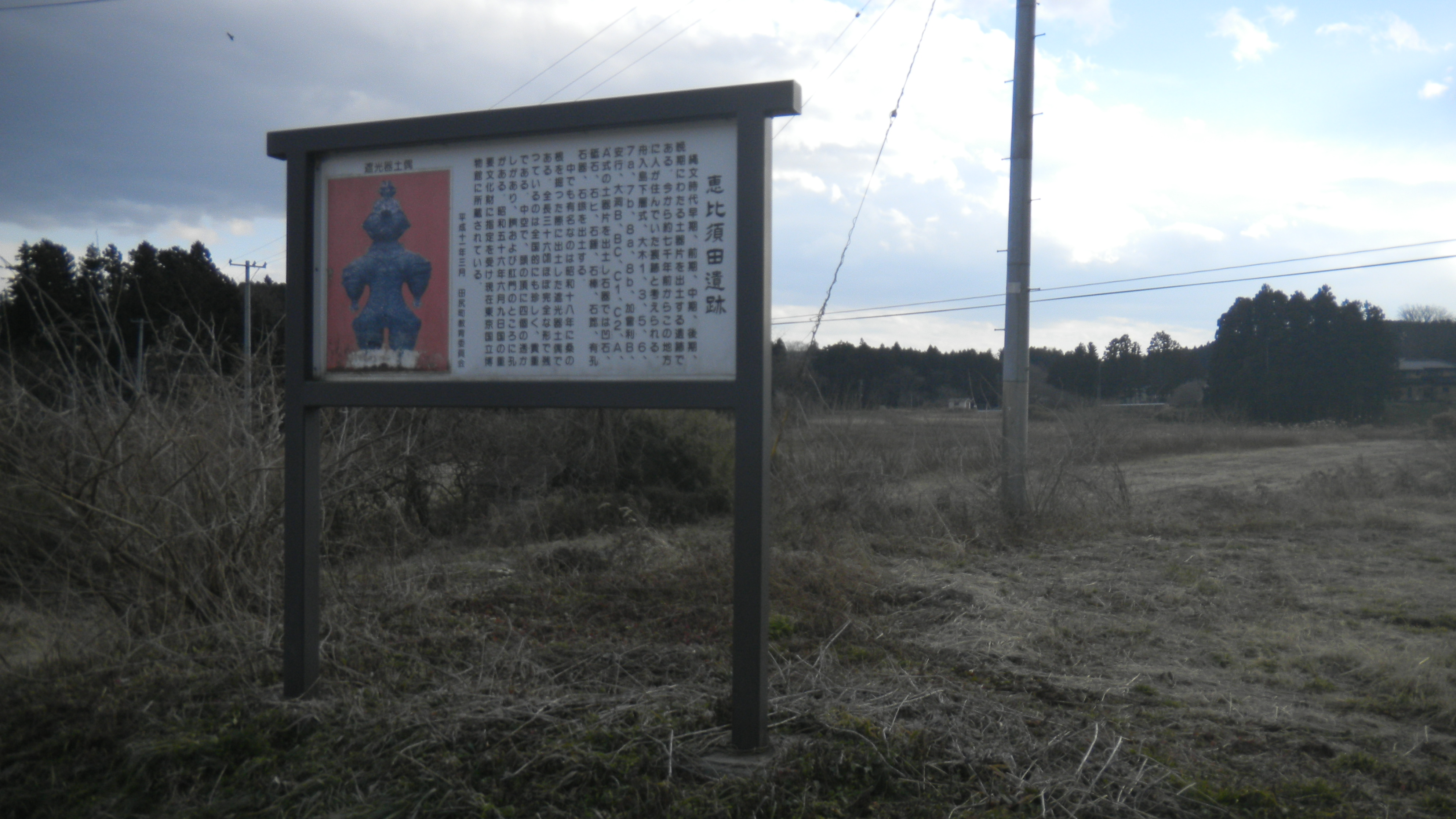
恵比須田遺跡

恵比須田遺跡（えびすだいせき）は、宮城県大崎市田尻に所在する縄文時代の遺跡。
座標: 北緯38度37分33.999秒 東経141度05分13.498秒 / 北緯38.62611083度 東経141.08708278度

## 概要

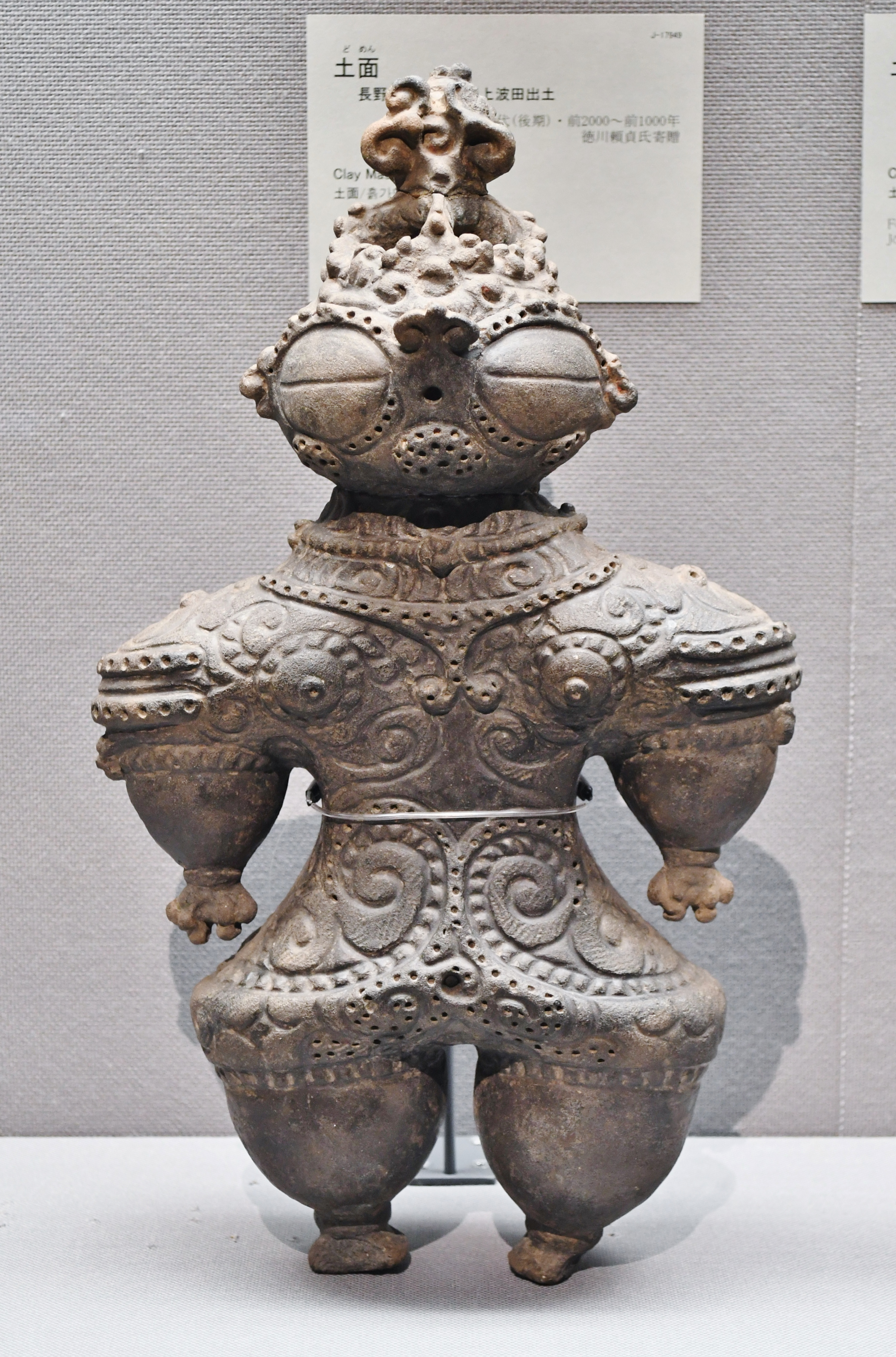
恵比須田遺跡出土土偶

篦岳丘陵の西北端から東に延びる低丘陵斜面にあり、1943年（昭和18年）に、桑の木の根を掘ったときに、縄文時代、前1000～前400年頃のものと推定される高さ36.1cm、肩幅21.0cmの遮光器土偶（東京国立博物館蔵:国の重要文化財）が出土し、1981年（昭和56年）6月に国の重要文化財に指定された。当遺跡からは他に、縄文時代早期、前期、中期、後期、晩期の土器片が出土した。今から約7千年前より、この地域に人が住んでいたと考えられている。

## 出土品
縄文土器、遮光器土偶、砥石など

## 所在地
- 〒989-4301 宮城県大崎市田尻蕪栗恵比須田

## アクセス
- 東日本旅客鉄道田尻駅から宮城県道15号経由、車で13分